# Aufhausen (Bopfingen)
Aufhausen ist ein Ortsteil der baden-württembergischen Stadt Bopfingen im Ostalbkreis.

## Geographie
Aufhausen, auch als „Dorf der Mühlen“ bekannt, liegt im Egertal unterhalb der Karstquelle der Eger und wird von den felsigen, bewaldeten Höhen des nördlichen Härtsfelds überragt. Der Ort befindet sich zwei Kilometer westlich von Bopfingen an der Bundesstraße 29. 
Zum Ort gehören die Weiler Baiermühle und Michelfeld und die Häuser Schlägweidmühle und Walkmühle.

## Geschichte
Aufhausen wurde das erste Mal um 1136 als Ufhusen erwähnt, der Ort war ein Zubehör der Burg Schenkenstein. Die Endung -hausen des Ortsnamens deutet darauf hin, dass der Ort in der älteren Ausbauzeit (7. bis 10. Jahrhundert) besiedelt wurde.
Nach dem Aussterben der Schenken ging die Herrschaft Schenkenstein an deren Erben, die Familie von Gundelsheim. Diese verkauften die Herrschaft 1613 an die Grafschaft Oettingen, welche auch die Ansbacher Lehen und 1750 die des Klosters Ellwangen erwarben.
Eine jüdische Gemeinschaft war in Aufhausen seit dem 16. Jahrhundert ansässig. 1777 wurde eine Synagoge in Aufhausen eingerichtet. Um 1872 wohnten 162 Jüdinnen und Juden im Dorf. 1910 wurde die selbstständige jüdische Gemeinde in Aufhausen wegen Mitgliedermangels aufgelöst, verbliebenen Juden gehörten bis 1925 der Nachbargemeinde Oberdorf an. 1925 wurde die Synagoge geschlossen und ging in den Besitz des Israelitischen Oberrat über; dieser verkaufte es 1931 nach längeren Verhandlungen an die Kommune. Das Gebäude wurde während der Zeit des Nationalsozialismus als HJ-Heim genutzt. Von fünf zu Beginn der NS-Regimes in Aufhausen lebenden jüdischen Bürger wurden vier Opfer der NS-Verfolgung, insgesamt 27 wurden ermordet. Nach 1945 wurde es an einen Landwirt verkauft, der das Gebäude umbaute bzw. teilweise abreißen ließ.
1806 kam Aufhausen an das Königreich Bayern, 1810 wurde der Ort dem Königreich Württemberg angegliedert. Seit dem 1. Januar 1975 ist Aufhausen ein Stadtteil von Bopfingen.

## Wappen
| Wappen der früheren Gemeinde Aufhausen | Blasonierung: „In Silber auf schwarzem Berg ein schwarzer Turm zwischen zwei schwarzen Fichten.“ |
| Wappen der früheren Gemeinde Aufhausen | Wappenbegründung: In den Farben des Wappens der Schenken von Schenkenstein zeigt das Aufhausener Wappen den Schenkensteiner Turm. Die Gemeinde hatte bereits seit 1930 ein Wappen, welches das Wappen der Schenken war. Das Wappen wurde der Gemeinde im Jahr 1959 verliehen. |

## Galerie

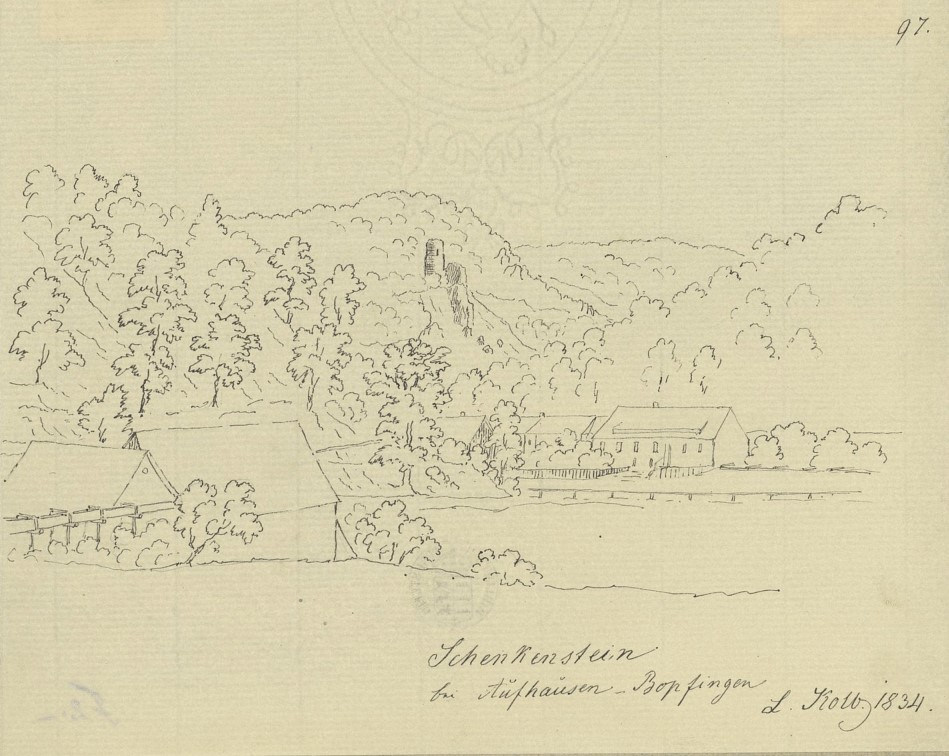
Ansicht von Aufhausen mit der Ruine Schenkenstein (Ludwig Kolb 1834)
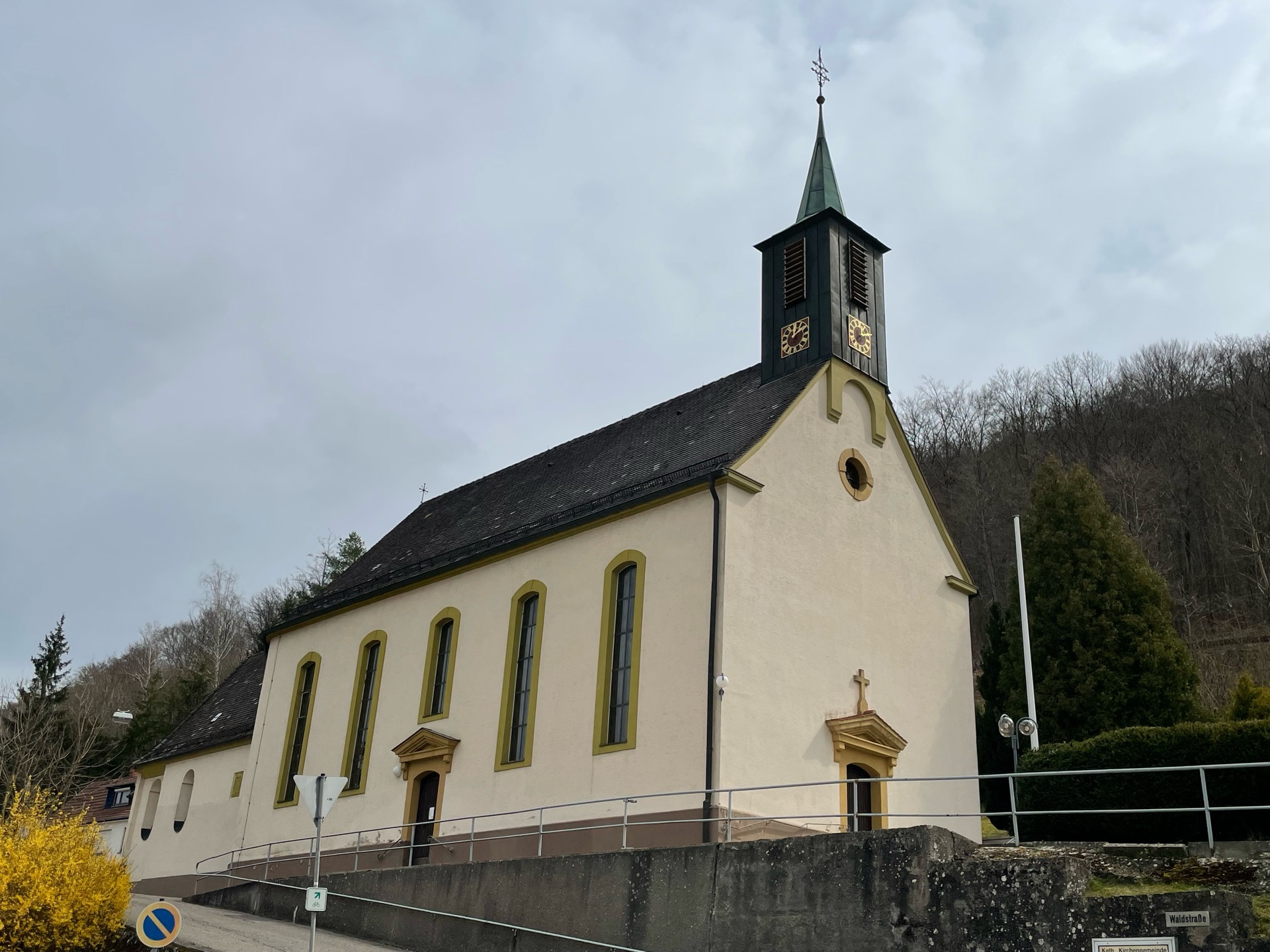
Kirche St. Nikolaus
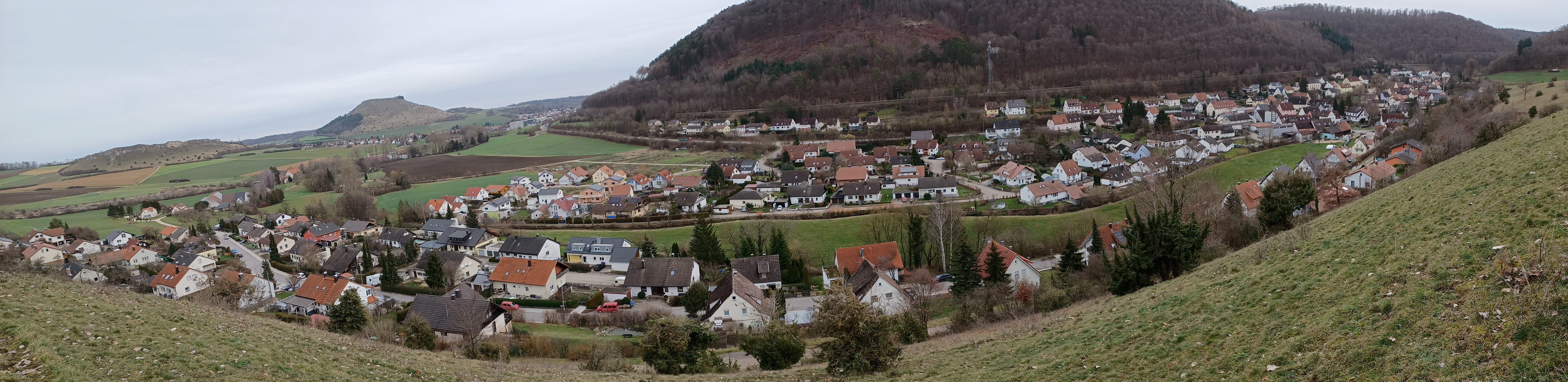
Aufhausen vom Nordwesten aus gesehen
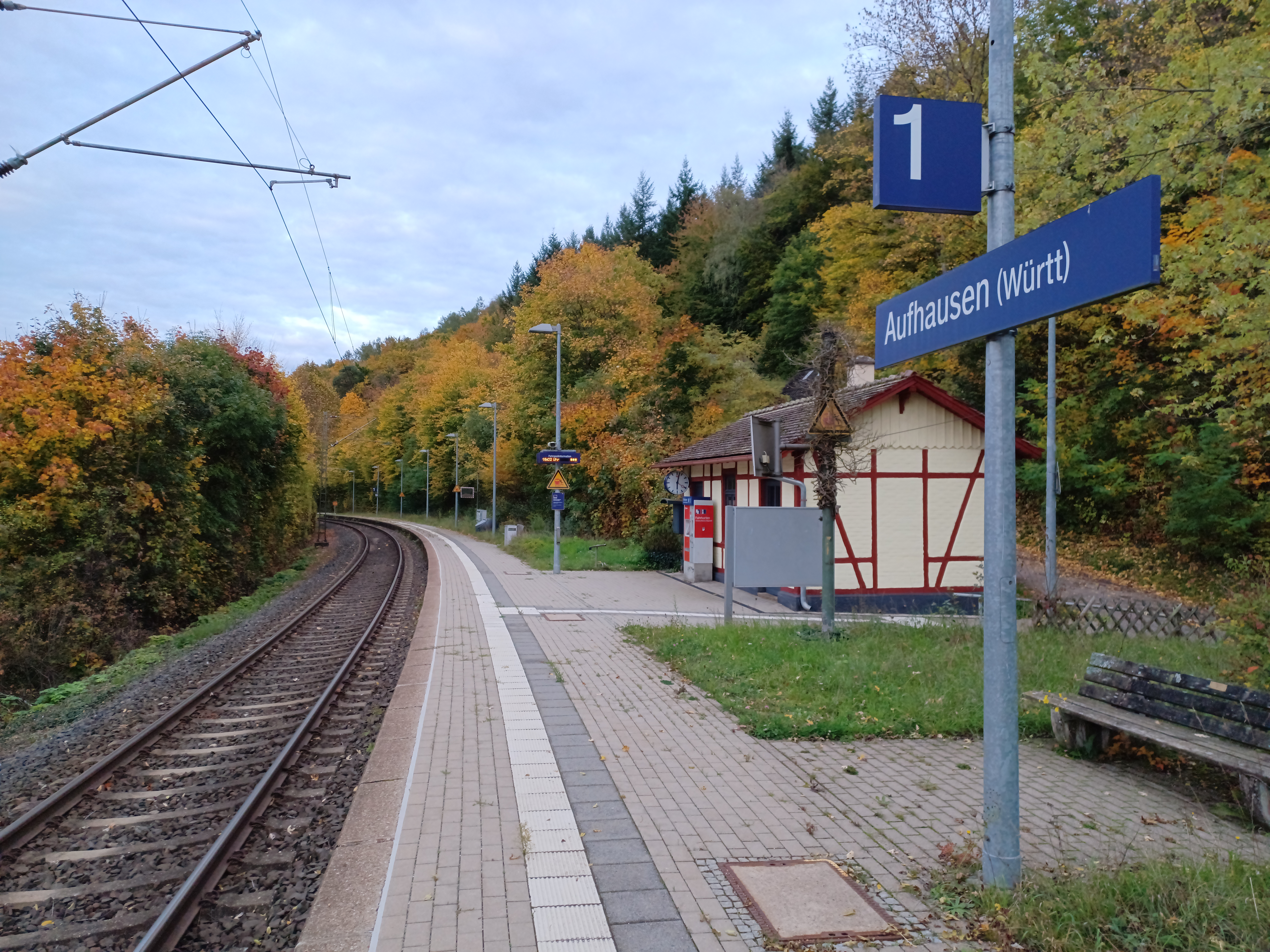
Haltepunkt Aufhausen
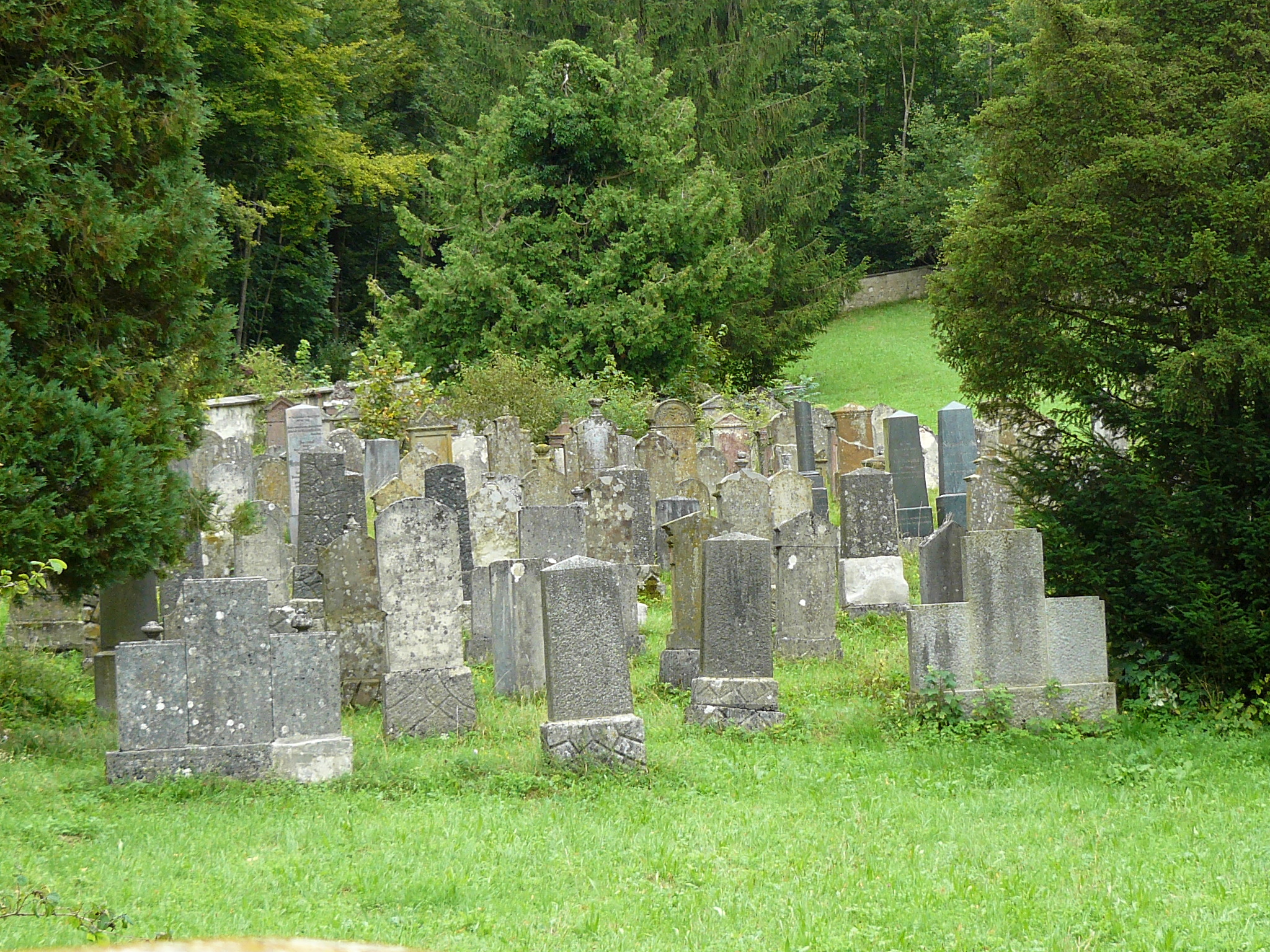
Jüdischer Friedhof
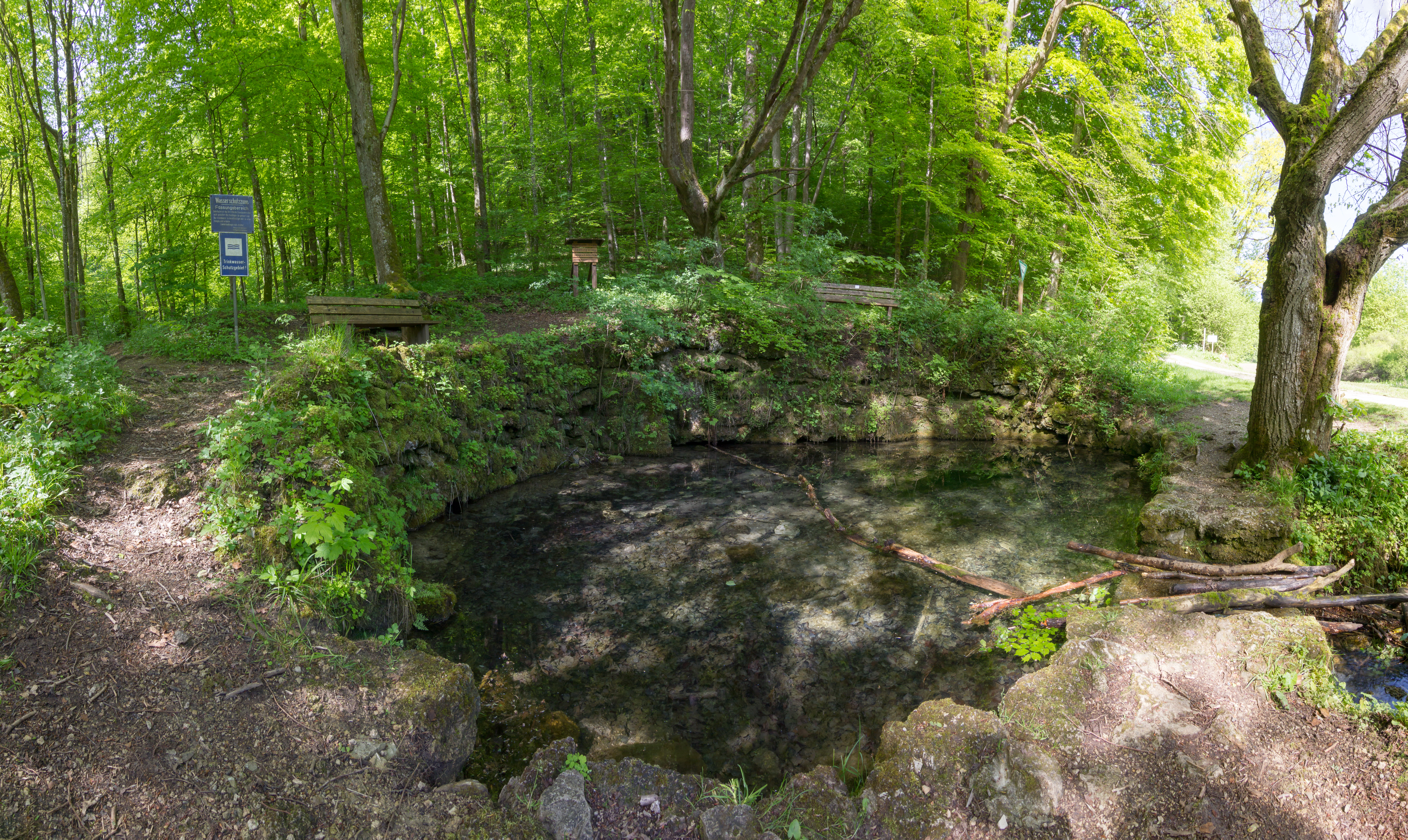
Egerursprung